# مصدح حركي

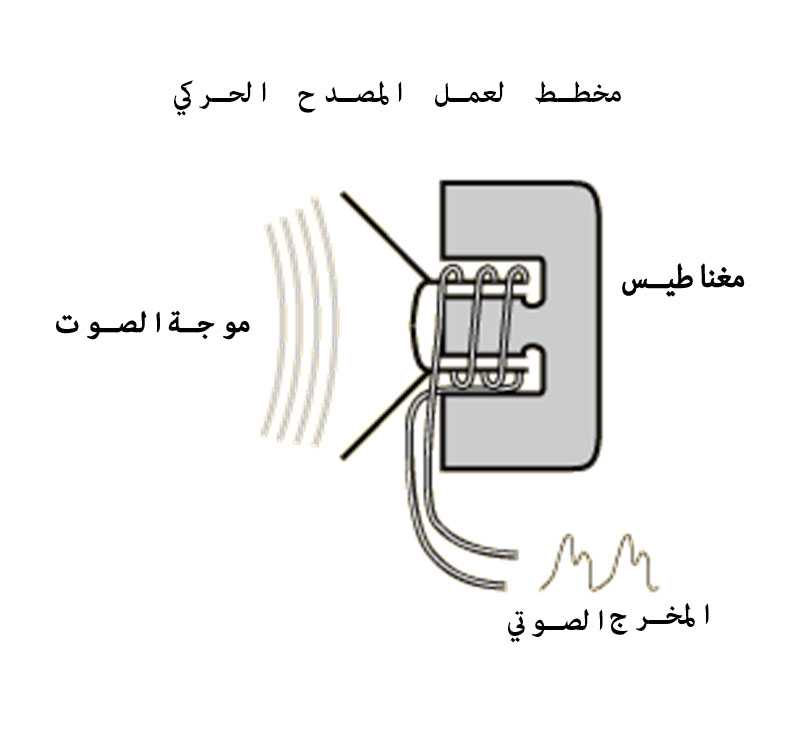
مصدح حركي

المصدح الحركي أو الميكرفون الديناميكي يستخدم سلكا ملفوفا حول مغناطيس، مما ينتج إشارات كهرطيسية، وثمة طبقة غشاء تتصل باللفائف السلكية فعندما يهتز هذا الغشاء تبدأ اللفائف بالتحرك أمامًا وخلفا على المغناطيس وهذا يولد تيار كهربائي خلال اللفائف

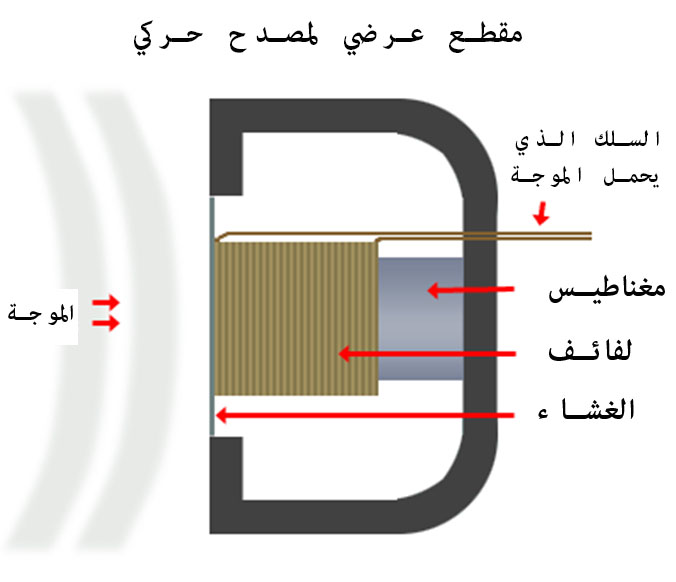
نموذج مقطعي لمصدح حركي